# استپ جنگلی

ناحیه بوم‌شناختی استپ جنگلی شرق اروپا (PA0419)

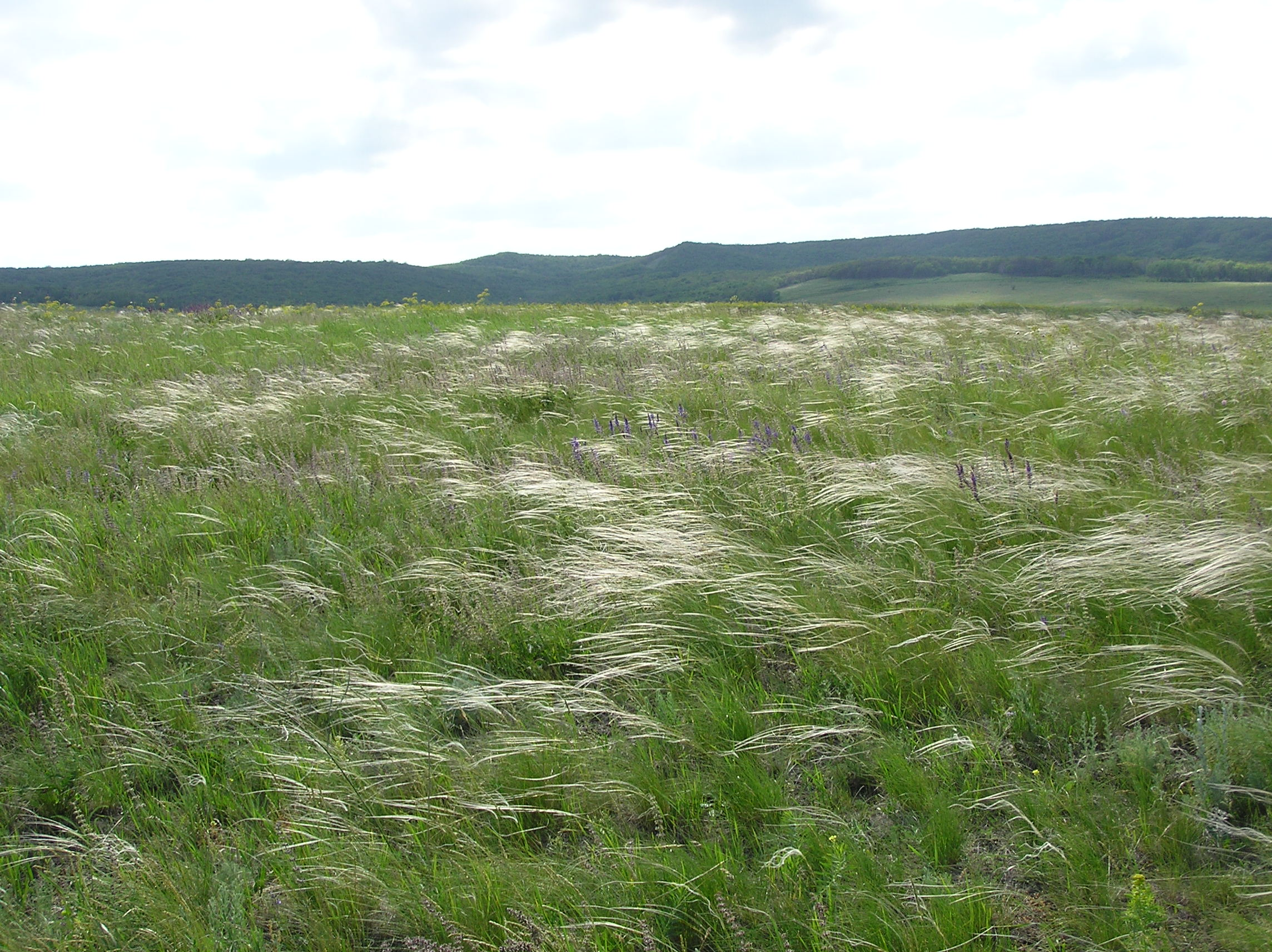
چشم‌انداز استپ جنگلی در نزدیکی شهر ساراتوف، روسیه

استپ جنگلی (انگلیسی: Forest steppe) نوعی زیستگاه و بوم‌مرز اقلیم معتدله است که از ترکیب علفزارهای پراکنده با پهنه‌های بیشه‌زار و جنگل پدید می‌آید.
استپ جنگلی به‌طور عمده در کمربند استپ جنگلی در امتداد اوراسیا از مناطق پست شرق اروپا تا شرق سیبری در شمال‌شرقی آسیا گسترده شده‌است. استپ جنگلی بوم‌ناحیه‌های حد واسط میان زیست‌بوم‌های چمنزارها، گرم‌دشت‌ها و درختچه‌زارهای معتدله و جنگل مخلوط و پهن‌برگ معتدله را تشکیل می‌دهد. بخش عمده مساحت روسیه در بوم‌ناحیه استپ جنگلی قرار دارد که از منطقه روسیه مرکزی در راستای منطقه ولگا، اورال، سیبری و خاور دور روسیه گسترده شده‌است.
پارک آسپن در مرکز دشت‌های کانادا، شمال‌شرقی بریتیش کلمبیا و داکوتای شمالی نمونه‌های دیگری از استپ جنگلی در عرض‌های بالای آمریکای شمالی به‌شمار می‌روند.
در این منطقه استپ جنگلی حد واسط میان استپ‌ها، علف‌زارها و مرغزار‌های معتدله دشت‌های بزرگ آمریکا و زیست‌بوم جنگل‌های تایگا در شمال محسوب می‌شود.
در آسیای مرکزی بوم‌مرز استپ جنگلی در بوم‌ناحیه‌های کوهستانی فلات ایران در کشورهای ایران، افغانستان و منطقه بلوچستان یافت می‌شود.

## نوشتارهای وابسته
- استپ جنگلی کوه‌های زاگرس